# Almare-Stäkets gård
För andra betydelser, se Almarestäket.
Almare-Stäkets gård (även Almare Stäkets säteri eller Almare Stäkets herrgård) är en tidigare sätesgård på Stäksön i Stockholms-Näs socken, nuvarande Upplands-Bro kommun, belägen mellan Stäket och Kungsängen. Herrgården nyttjas idag som ett mindre konferenshotell som drivs i privat regi. I anslutning till gården finns en ridsportanläggning.

## Historik

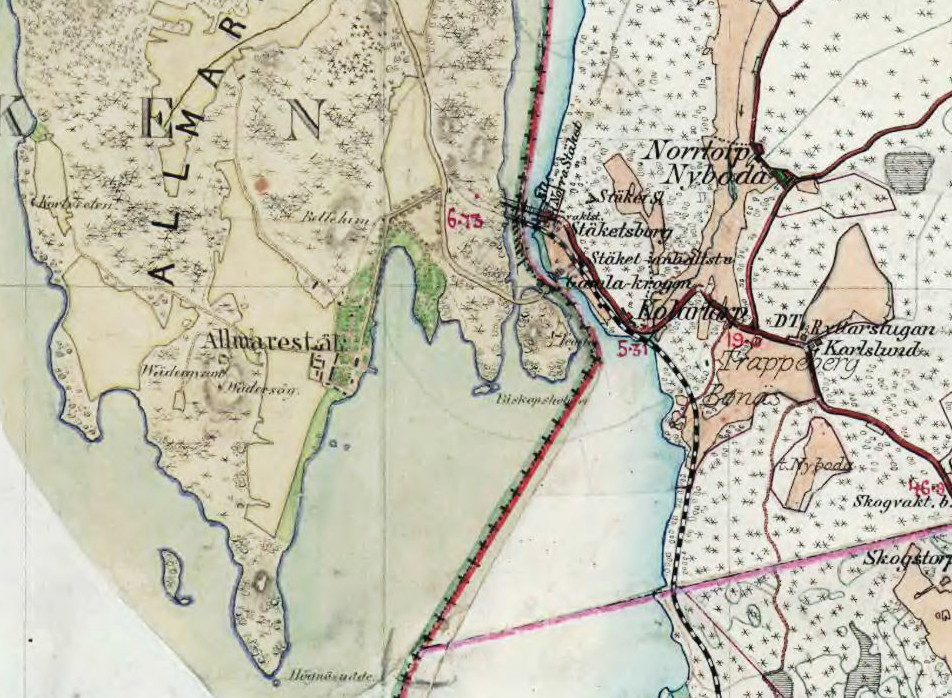
Gården och omgivningen på 1860-talet.

Redan på förhistorisk tid beboddes platsen som järnåldersgravfältet mitt på Stäksön vittnar om.  År 1521 övertog Gustav Vasa marken för hela området, där även Almare-Stäkets borgs ruin ingick. Gården blev kunglig avelsgård och kallades  Stäkets ladugård. År 1530 överlät Gustav Vasa Stäkets ladugård till Peder Mickelsson "så länge han förmår hålla 
egendomen i stånd..." Och 1535 fick Rasmus Skåning Stäkets ladugård i förläning. På platsen för nuvarande gård lät Johan III 1582 uppföra en enklare bostad som därefter byggdes om och till flera gånger. I början av 1600-talet fick gården (som då fortfarande kallades Stäkets ladugård) säterirättigheter.

## Ägare
Troligtvis är kärnan i den nuvarande anläggningen från 1640-talet. Gården ägdes då av landshövdingen i Uppsala län friherre Göran Göransson Gyllenstierna d.ä. som även avled här 1646. Godset stannade i hans släkt till 1683 då den återgick till kronan och indelades på kavalleriet.
Bland senare ägare märkas greve Magnus Julius De la Gardie som förvärvade egendomen 1722 och Adolf Rudbeck, som var ägare från och med 1796. År 1799 köptes herrgården av greve Samuel af Ugglas, som lät bygga om den till sitt nuvarande utseende. Han använde huset som ett representations- och övernattningsställe. Han bekostade även reparationen av den närbelägna vägbron över Stäksundet och lät resa den ännu bevarade minnesstenen (obelisken) där. af Ugglas ättlingar äger och bebor fortfarande Almare-Stäket. Gården drivs idag i privat regi som hotell-, konferens- och ridsportanläggning.

### Historiska bilder

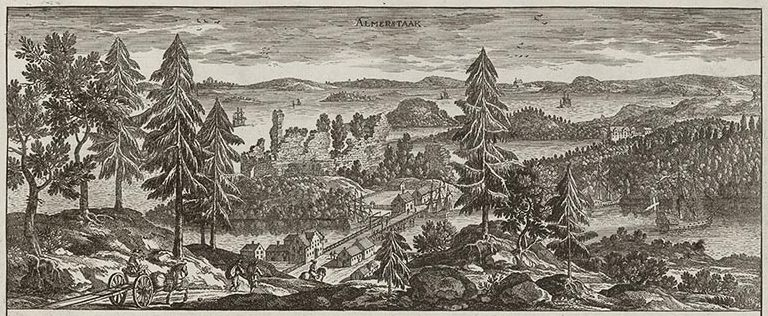
Almare-Stäkets herrgård, gravyr 1670-1710 i Erik Dahlberghs verk Suecia Antiqua et hodierna. Gården är längst till höger. (Se närbilden bredvid.)
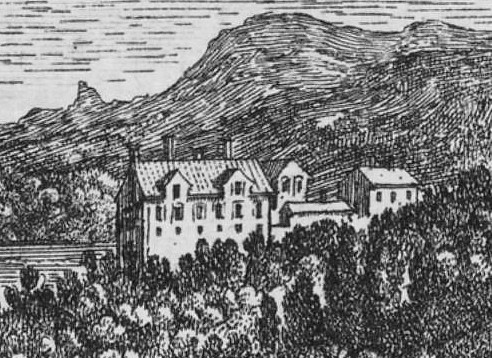
Almare-Stäkets herrgård i närbild i Suecia-verket ca 1670, förstoring av huset längst till höger från den större bilden.
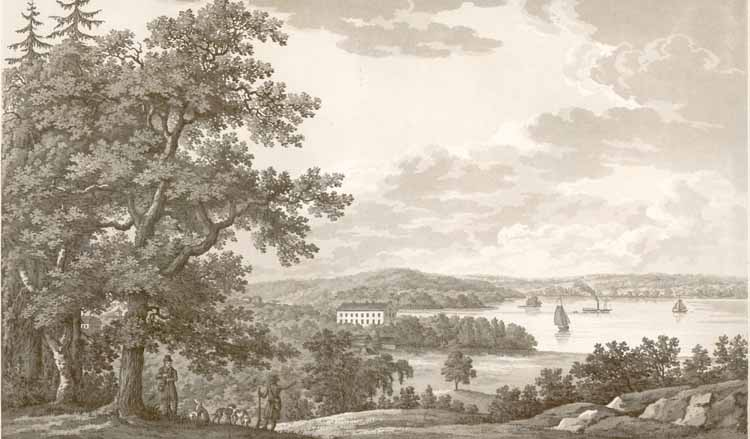
Almare-Stäkets gård 1824. Litografi av Ulrik Thersner i verket "Fordna och närvarande Sverige".

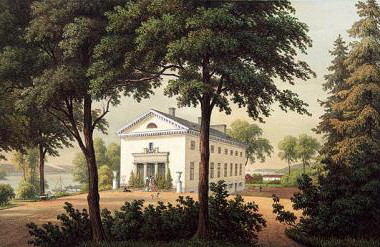
Almare-Stäkets gård 1881. Litografi av Alexander Nay i Klingspor & Schlegels verk "Uplands Herregårdar" (1881).
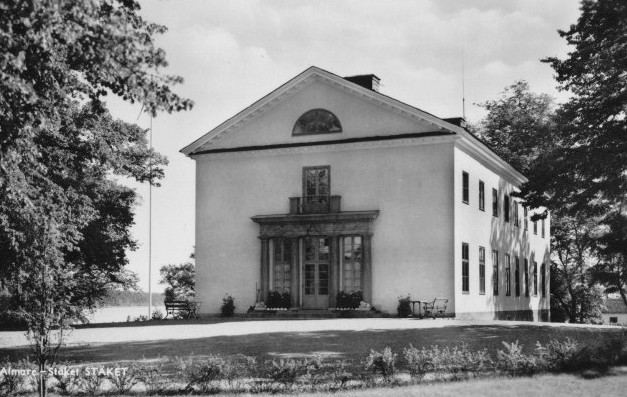
Almare-Stäkets gård 1938.
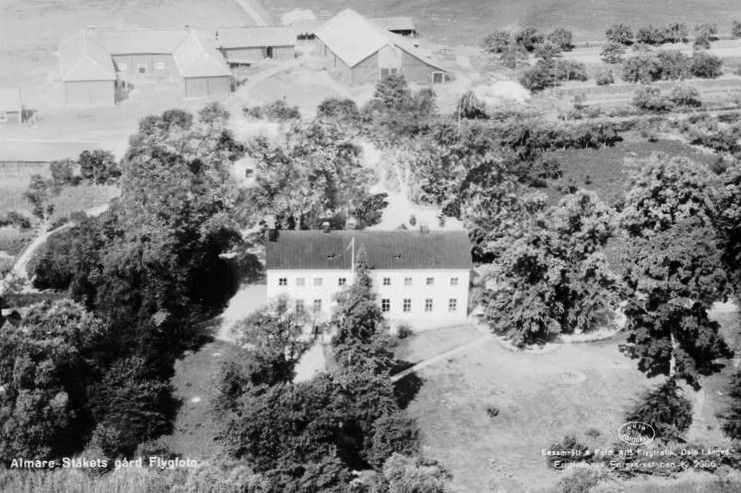
Almare-Stäkets gård 1947.

## Byggnader och parken

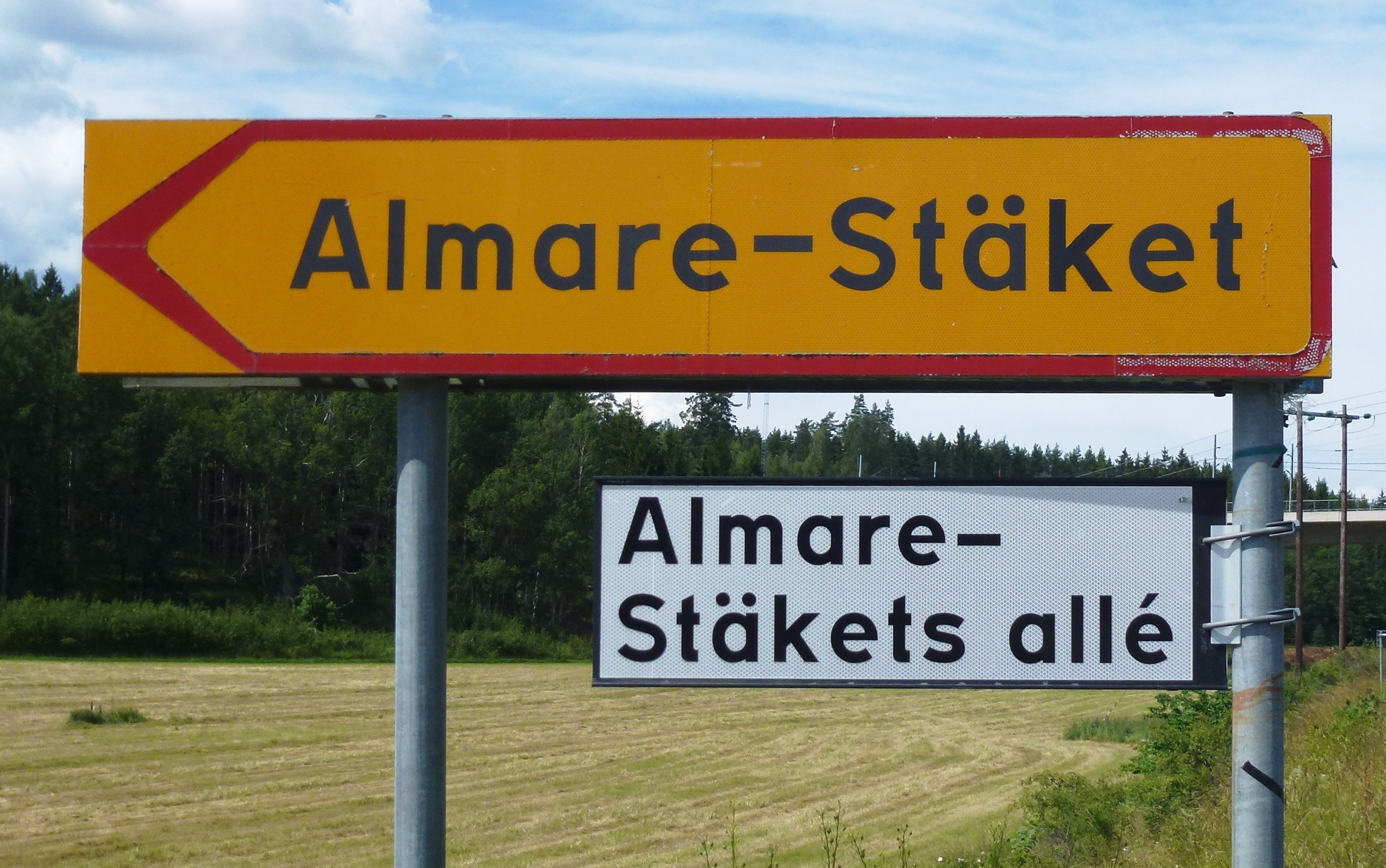
Vägvisare till gården.

Herrgården Almare-Stäket med park ligger på södra Stäksön med utsikt över Görväln. Till manbyggnaden leder en cirka 500 meter lång lindallé. Huvudbyggnaden är ett enkelt rektangulärt hus med sadeltak uppfört i två våningar och källarvåning. Fasaderna är putsade och avfärgade i ljusgul kulör. Arkitekt var möjligtvis Gustaf Pfeffer (1768-1844). Husets långsida motsvarar nio fönsteraxlar och vänder sig mot öst och Görväln. Nedanför finns en brygga. Mot norr och lindallén märks en stram nyklassicistisk  gestaltad gavel. Här ligger huvudentrén som omges av fyra marmorkolonner och en liten balkong med smidesräcke som innehåller initialerna "SU" och "CW". De står för Samuel af Ugglas och dennes hustru Carolina, född Wittfoth.
I parken norr om gårdsbyggnaden står en runsten, Upplands runinskrifter 604, som transporterades hit på 1840-talet. Väster om mangårdsbyggnaden ligger ekonomibyggnaderna, som är huvudsakligen uppförda under tidigt 1800-tal. Ännu längre västerut återfinns Kvarnbacken som var platsen för två, numera borttagna, väderkvarnar. Det rörde sig om en stubbkvarn och en holkkvarn som syns på en akvarell av Ferdinand Boberg från 1934, då redan stark förfallen.
I närheten, norr om gården finns ett välbevarat orangeri och två knuttimrade magasinsbyggnader där den ena nyttjas som möteslokal och servering i samband med hästpolo. Idag har de flesta uthusen byggts om till häststall. Bäst bevarad av de äldre byggnaderna är grindstugan vid början av allén till herrgården.

### Nutida bilder

Huvudbyggnad
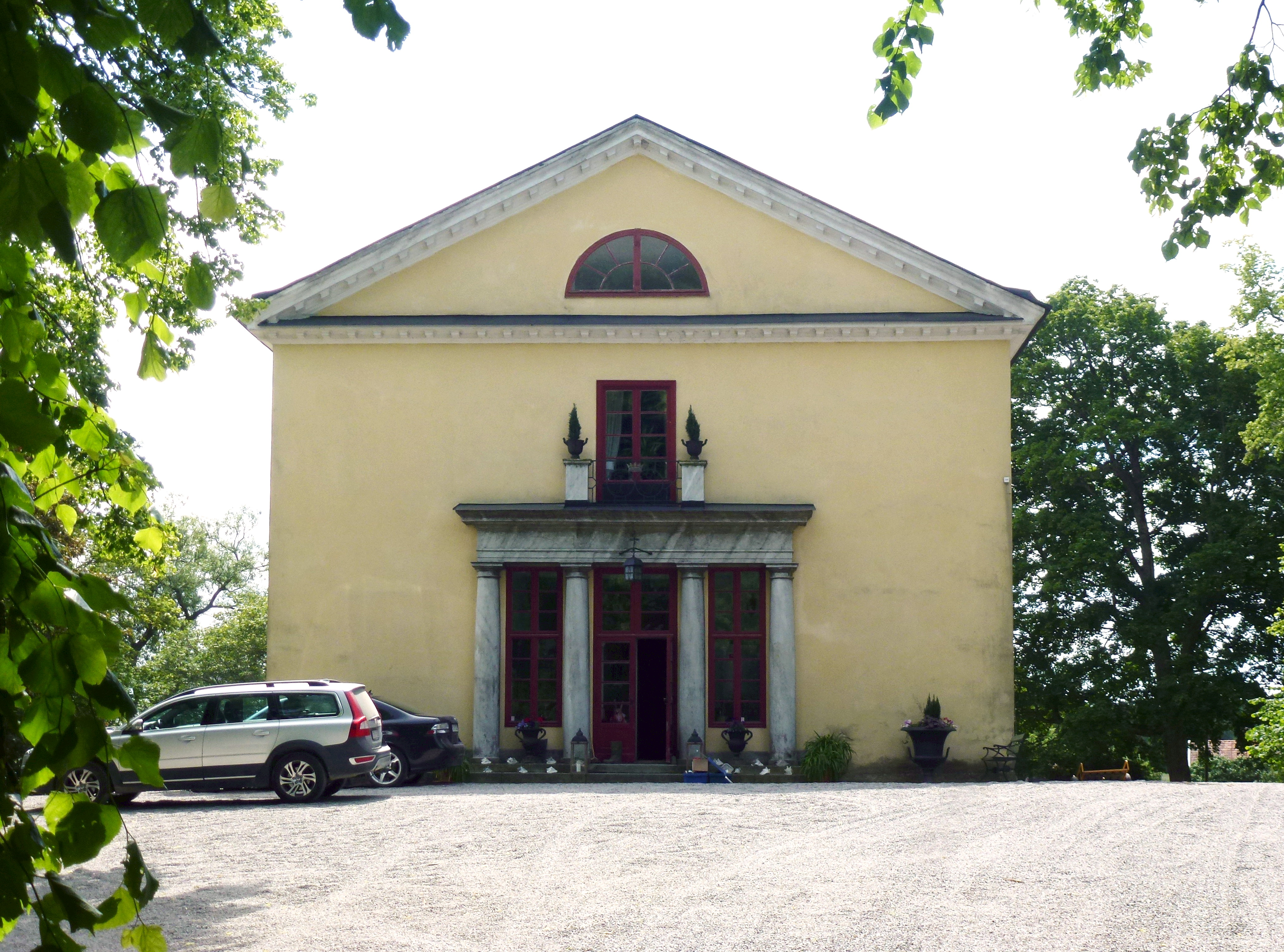
Gavel mot norr.
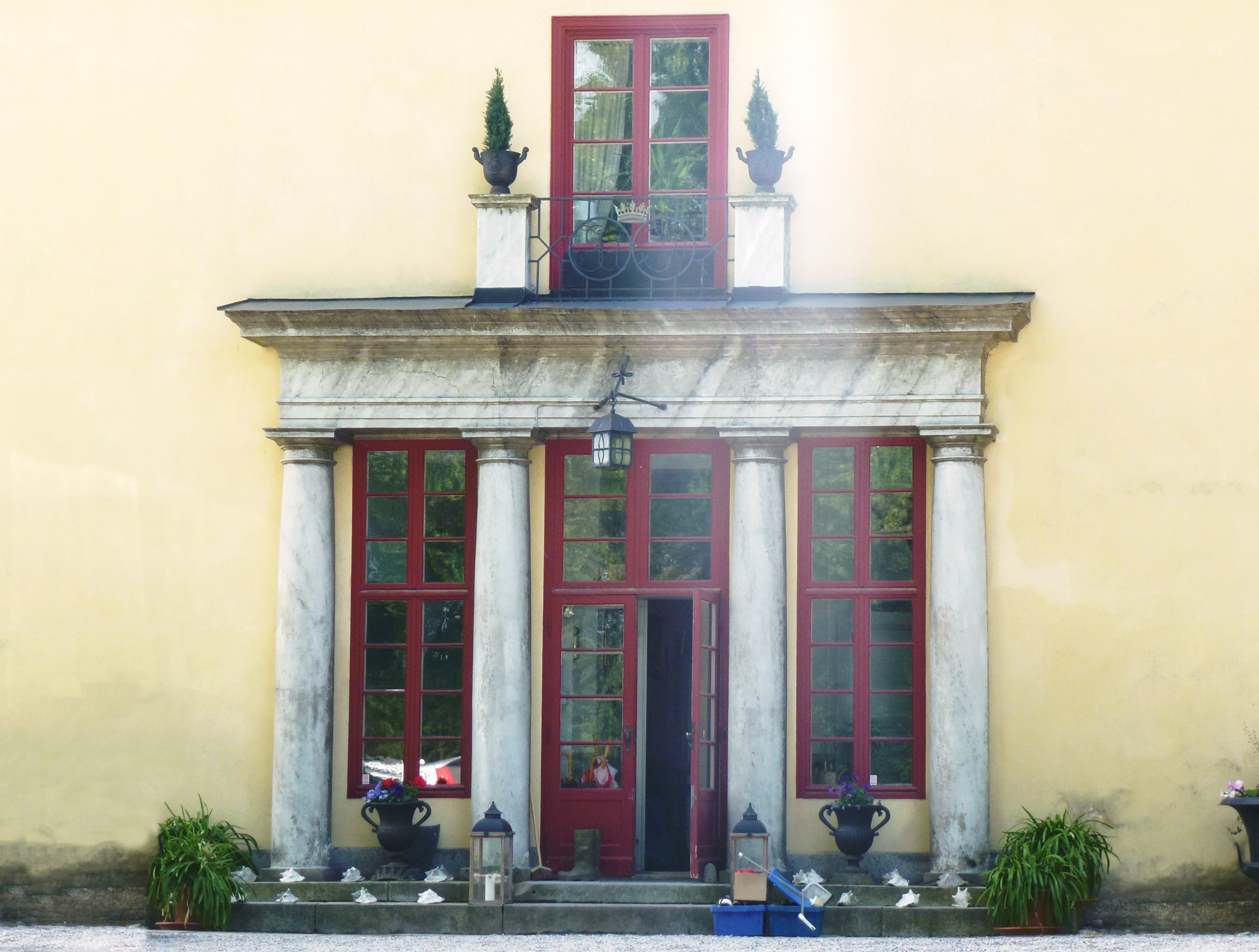
Gavel, detalj.
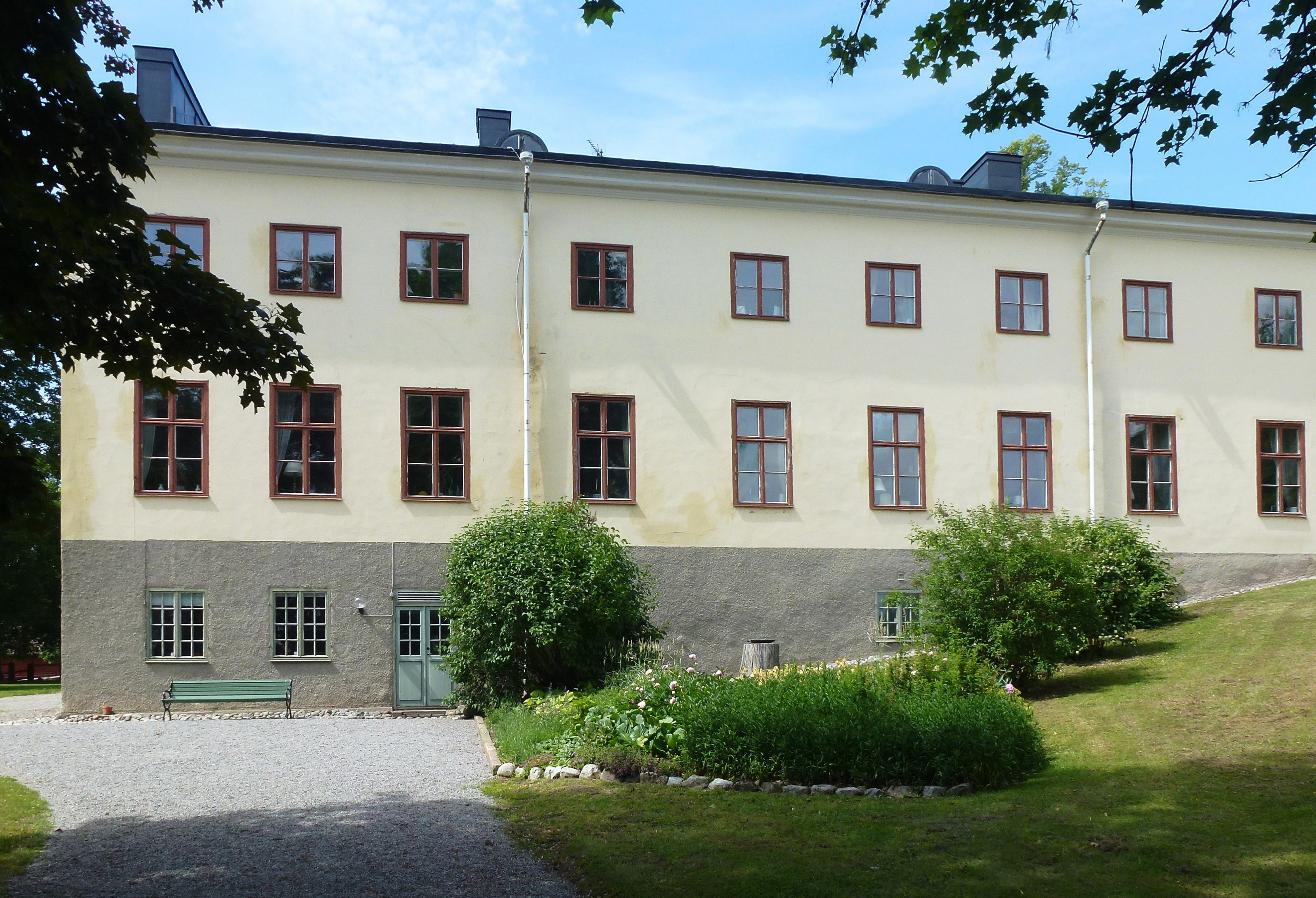
Fasad mot ost.
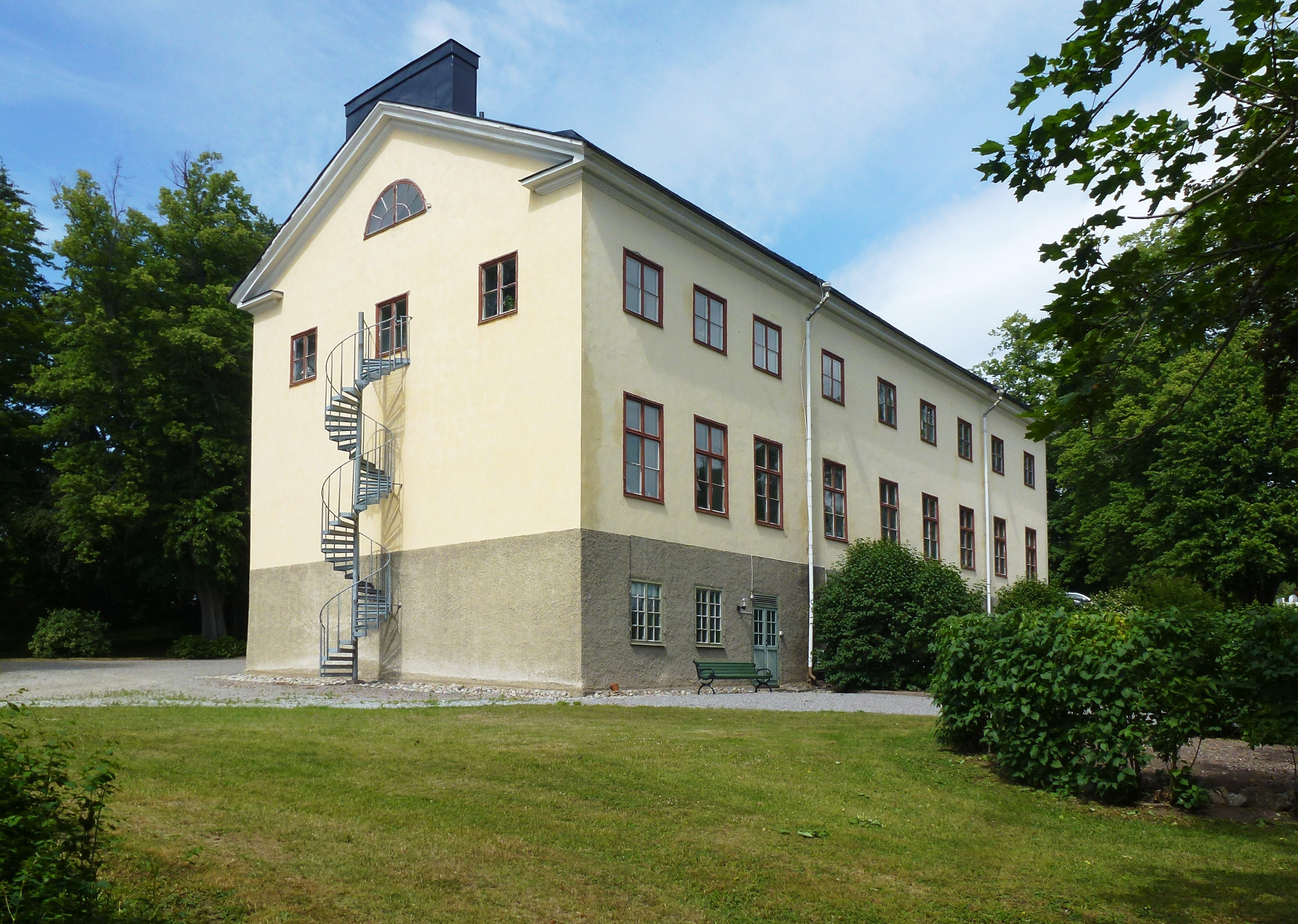
Fasader mot sydost.

Omgivningen
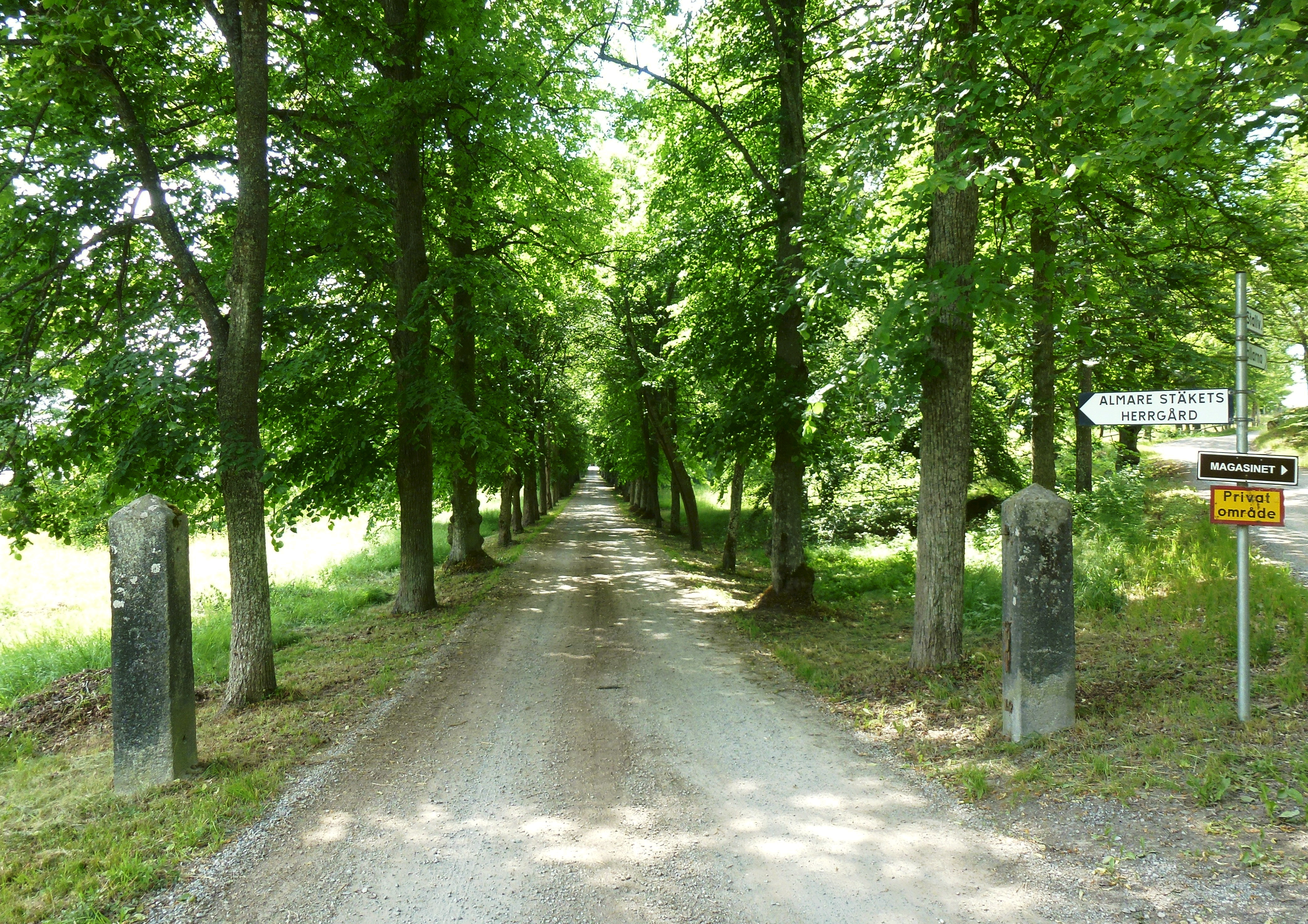
Lindallén.
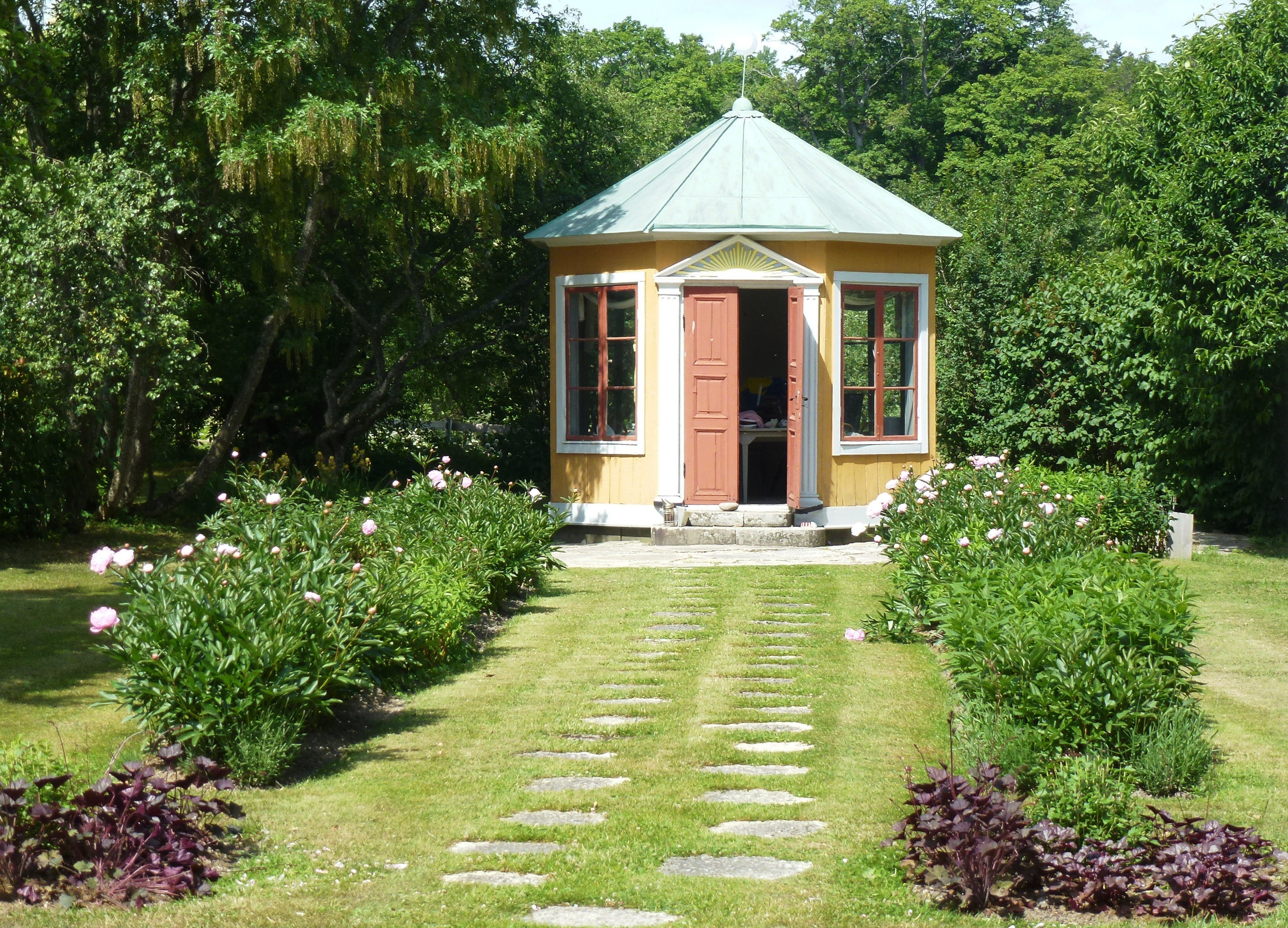
Gårdens lusthus.
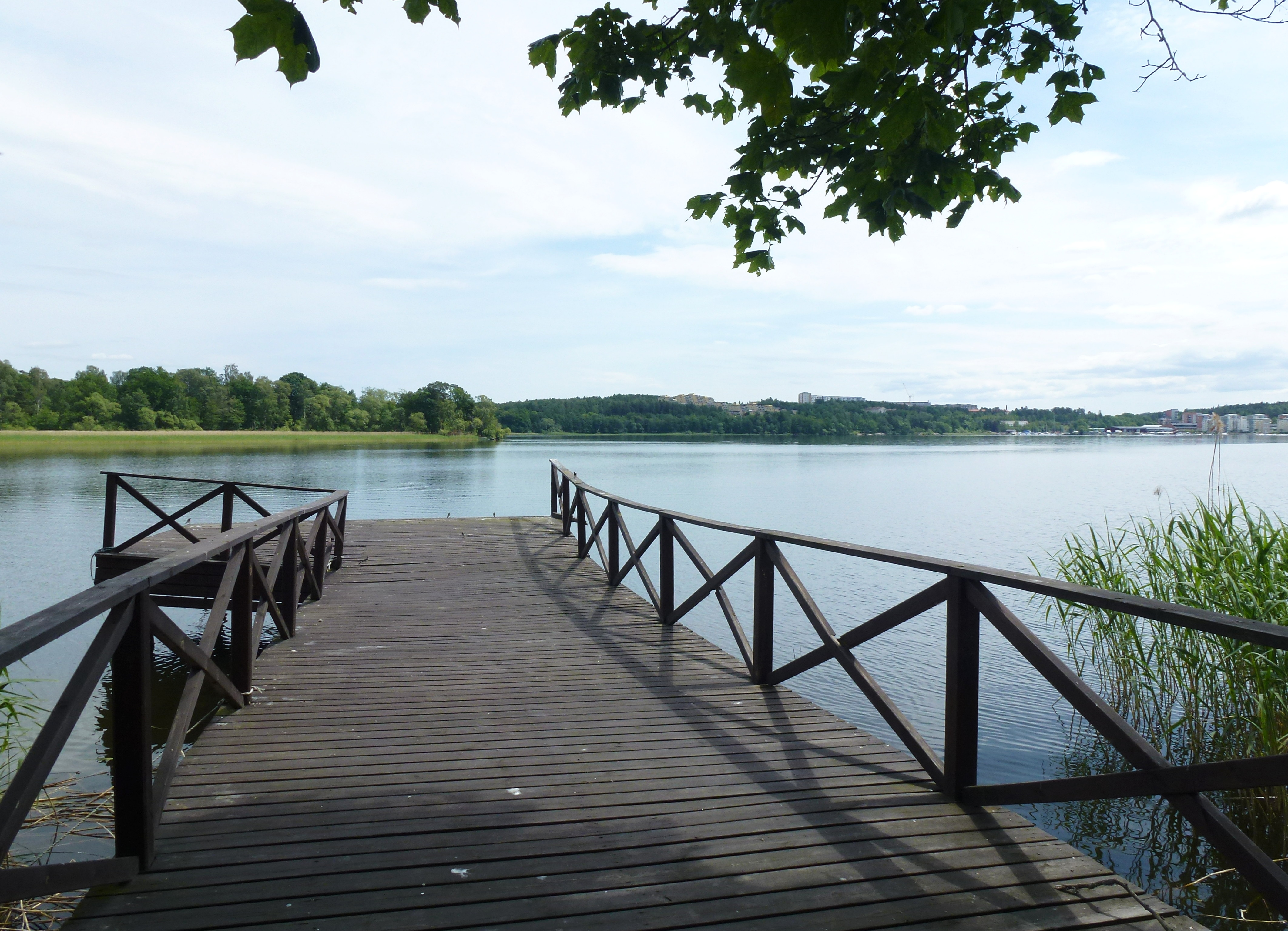
Gårdens brygga vid Görväln.
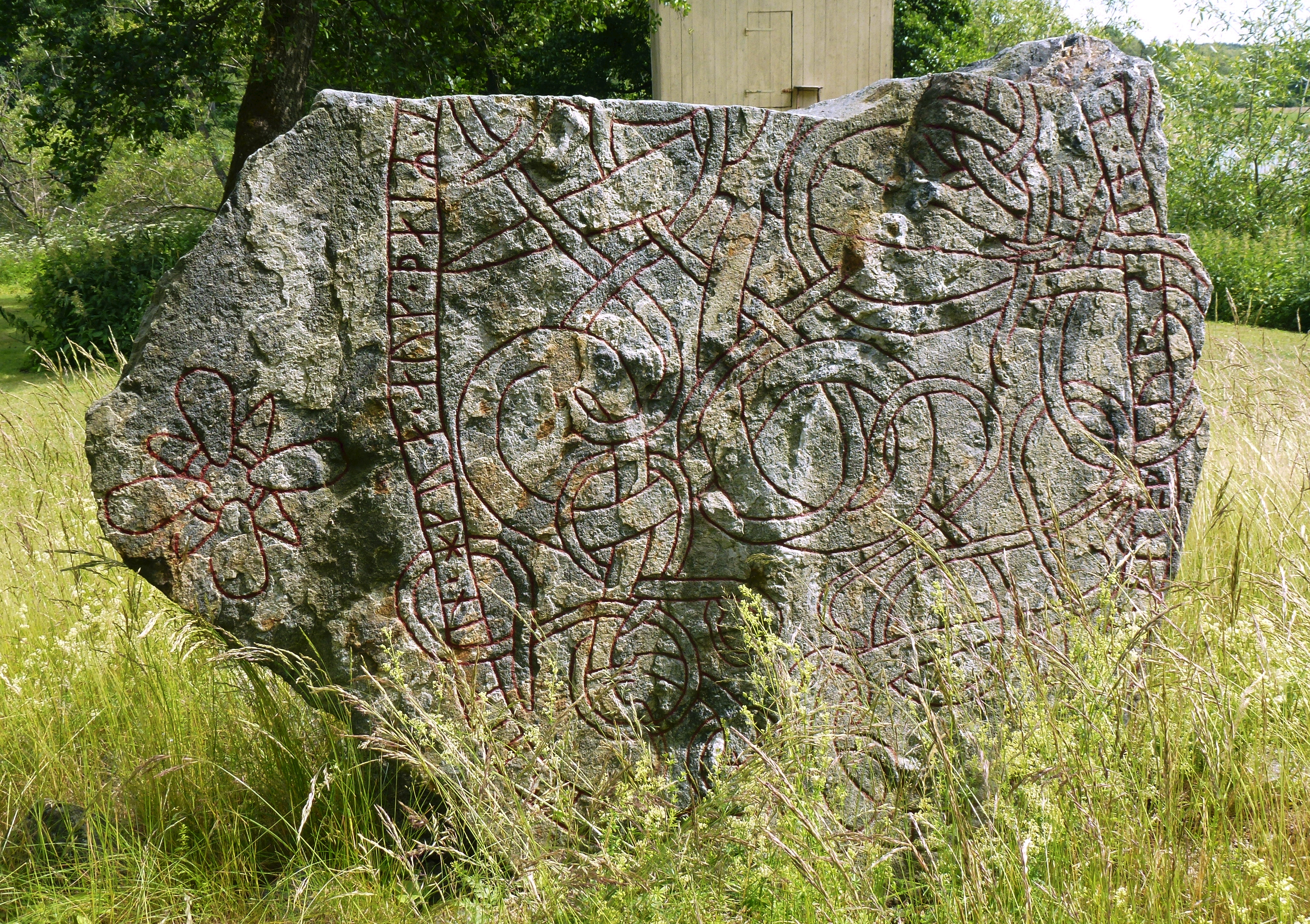
Runstenen U 604.

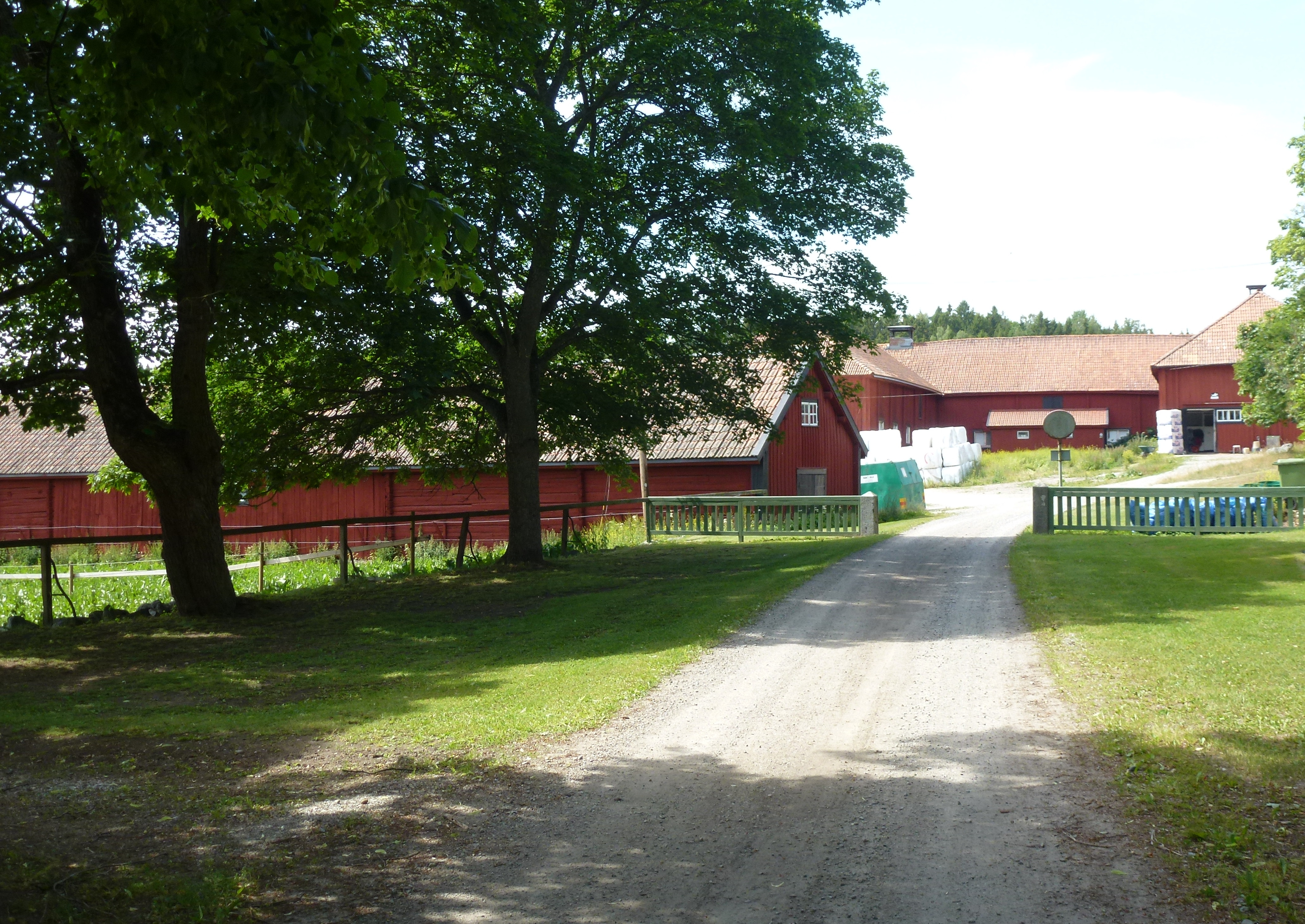
Ekonomibyggnader.
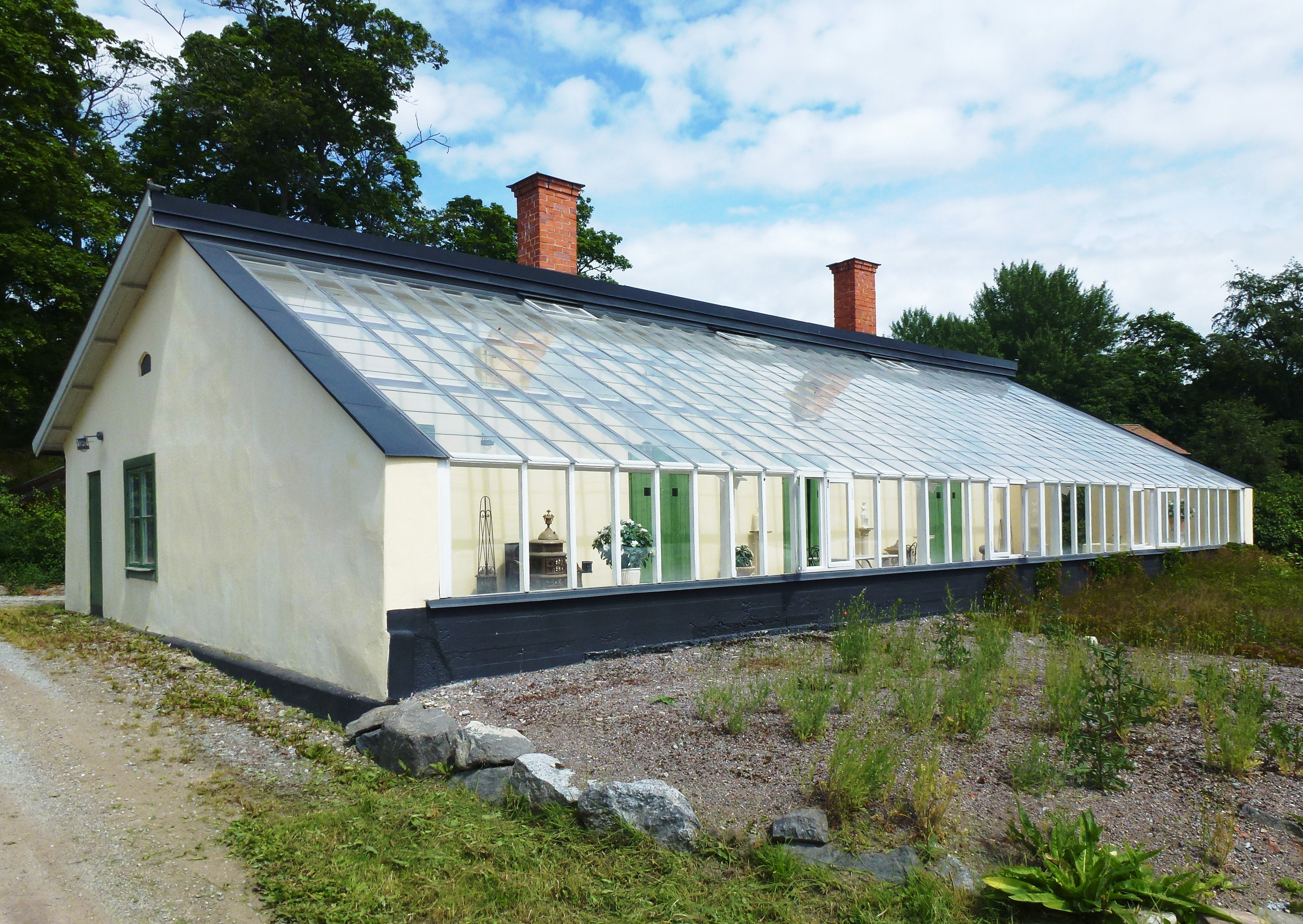
Orangeri.
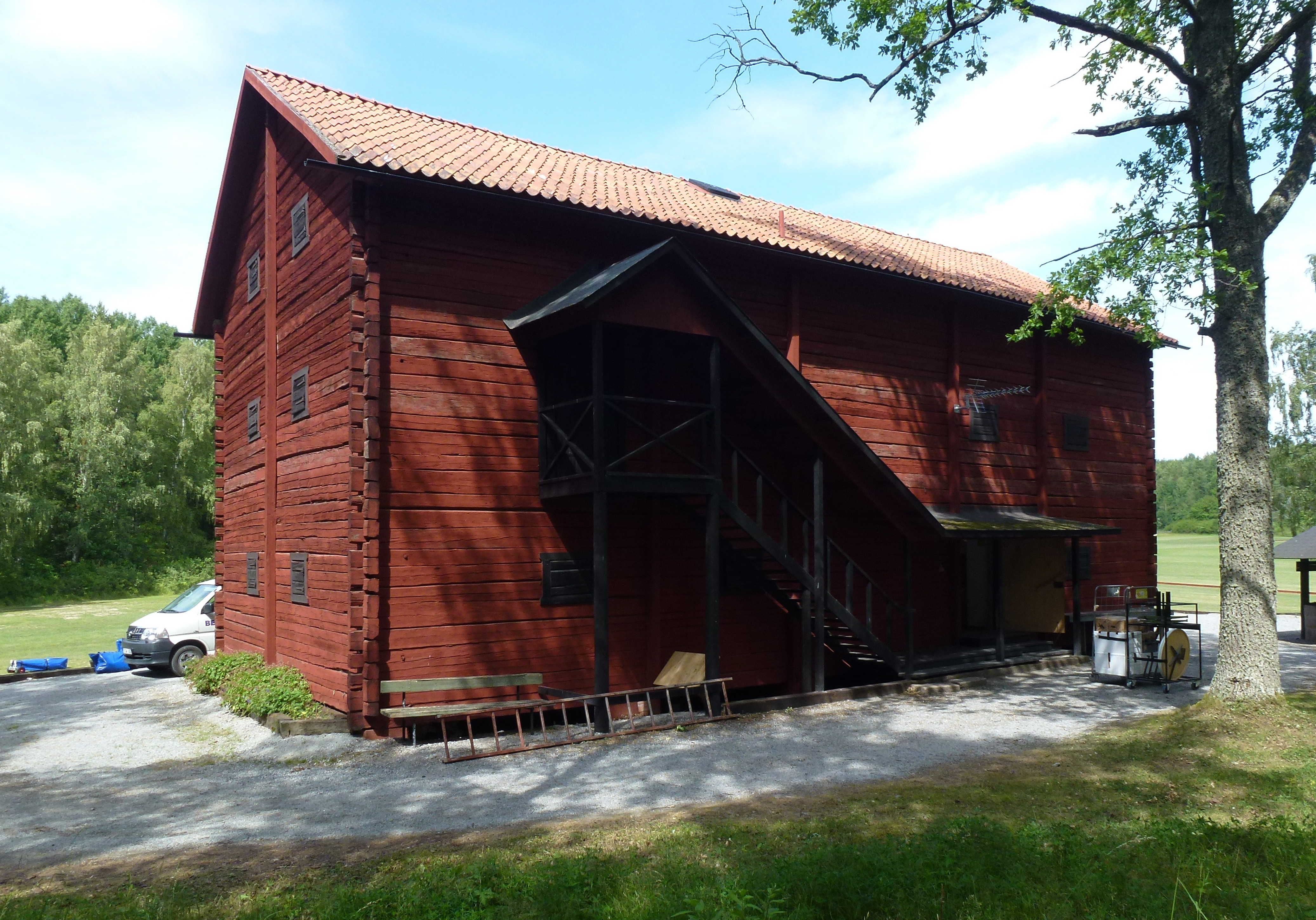
Magasin.
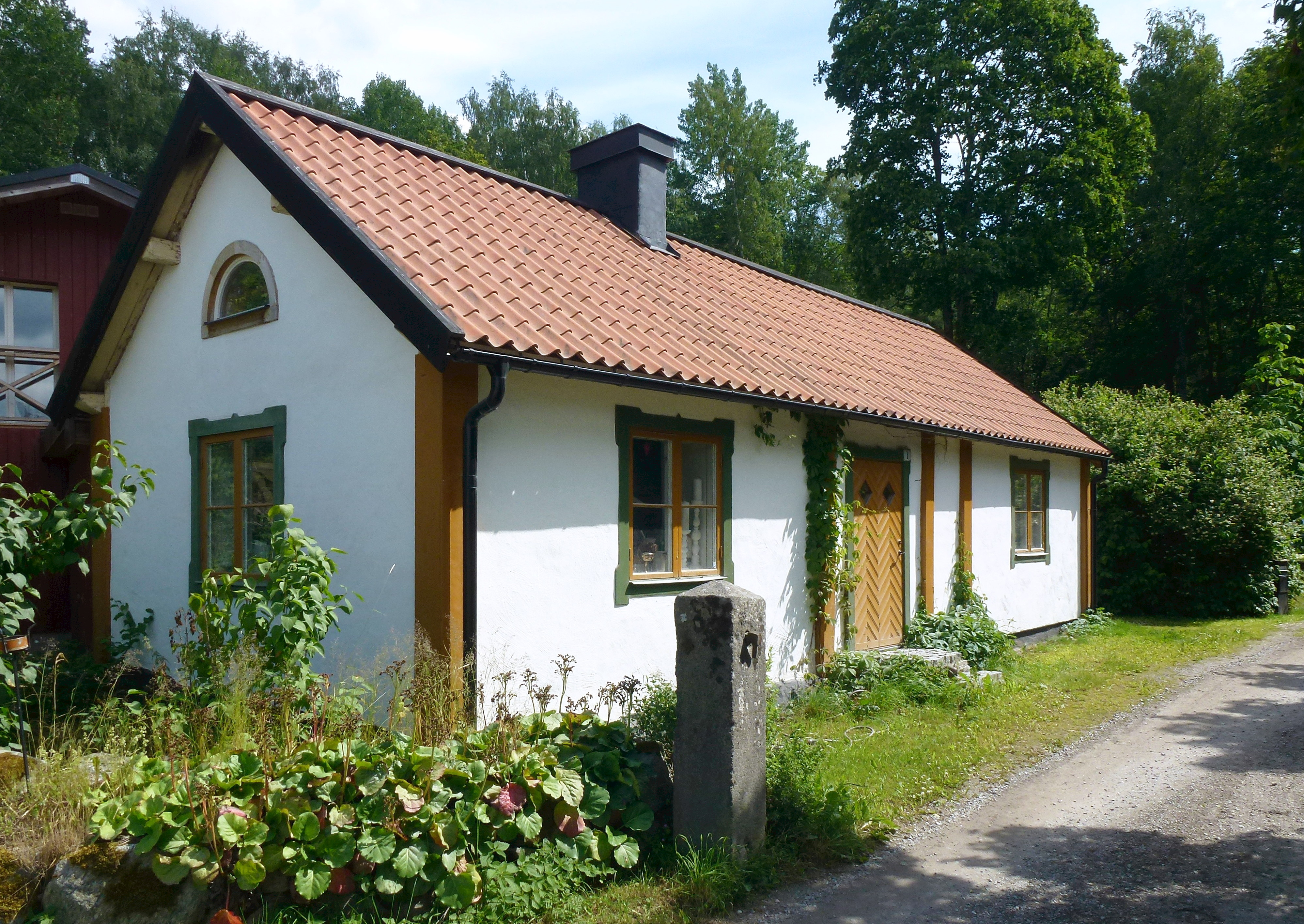
Grindstugan.